# Emídio Pereira de Souza
Emidio Pereira de Souza est un avocat et homme politique brésilien né à Inúbia Paulista, le 22 mai 1959. Il est affilié au Parti des travailleurs et est actuellement maire de Osasco.
En 1988, il fut élu conseiller municipal à Osasco, a été réélu en 1992 et 1996. En 2000, il a été candidat à la maire de cette ville, a été battu au premier tour par Celso Giglio. En 2002, il fut élu représentant de l'État. En 2004,de nouveau candidat à la mairie, il est élu en battant Celso Giglio au second tour. Il a été réélu au premier tour en 2008, battant l'ancien maire Celso Giglio (PSDB) et Francisco Rossi (PMDB).